# Obrium multifarium
Obrium multifarium es una especie de escarabajo longicornio del género Obrium, clasificada en la tribu Obriini, de la subfamilia Cerambycinae. Fue descrita por Berg en 1889.
La especie mide 6-7,9 mm de longitud y el período de actividad en adultos se presenta en enero, febrero, octubre, noviembre y diciembre. Se distribuye por Argentina, Brasil y Paraguay.